# 宝寿院 (大田原市)
宝寿院（ほうじゅいん）は、栃木県大田原市にある真言宗智山派の寺院。

## 歴史
祐満によって開山された。開山年代について、1443年（嘉吉3年）といわれているが、1233年（天福元年）の開山、1441年（嘉吉元年）に宥仙の中興という異説もある。
寺領50石が与えられるなど、烏山城の城主だった那須氏の保護を受けていた。江戸時代も周辺地域に6ヶ寺の末寺を擁していた。
栃木県の文化財に指定されている「銅造阿弥陀如来・両脇侍像」は、別名「汗かき阿弥陀」と呼ばれている。

## 文化財
- 銅造阿弥陀如来・両脇侍像（栃木県指定有形文化財 昭和48年8月28日指定）[2]

## 交通アクセス
- 矢板ICより車25分。